# Бохеми
„Бохеми“ (на италиански: La bohème) е опера в 4 действия, 4 картини, от Джакомо Пучини по италианското либрето на Луиджи Илика и Джузепе Джакоза. Либретото се базира на новелата на Анри Мюрже „Сцени из живота на бохемите“ (на френски: „Scènes de la vie de bohème“).
Световната премиера на операта е на 1 февруари 1896 г. в Торино, Театро Реджио (сега – Театро Реджио ди Торино). Диригент е Артуро Тосканини и оттогава „Бохеми“ става част от стандартния италиански оперен репертоар и една от най-често поставяните опери. През 1946 г., 50 години след премиерата ѝ, Тосканини дирижира представление за радиото със Симфоничен оркестър на NBC. Това е единственият запис на опера на Пучини с диригента, водил премиерния спектакъл.

## История на създаването на операта
Пучини планира написването на опери по творби на Шекспир, Чарлз Дикенс, Виктор Юго, Ростан, Голдони, Д’Анунцио, Оскар Уайлд, Лев Толстой, Максим Горки, Метерлинк, Киплинг и много други, но се спира на сюжета на „Сцени из живота на бохемите“ от френския писател Анри Мюрже (1822 – 1861) и възлага на Луиджи Илика и Джузепе Джакоза написването на либретото. Композиторът се е уверил, че добрият текст е половината от успеха на операта и след не особено добре приетите му две предходни опери, сега внимателно подбира сюжета и либретистите.

## История на либретото
Както е посочено на титулната страница на либретото, то се базира на новелите на Анри Мюрже „Сцени из живота на бохемите“, но не на всички тях, тъй като те са с различно съдържание, без да има връзка помежду им. Както в пиесата на Мюрже и Теодор Барие от 1849 г., оперното либрето е фокусирано върху връзката на Родолфо с Мими, завършваща с нейната смърт. Също както е в пиесата, Мими е сборен образ от 2 героини в новелите – Мими и Франсин.
По-голямата част от текста на либретото се основава на новелите на Мюрже, но основната фабула във втория и третия акт е замисъл на либретистите, с няколко препратки към Мюрже. Основната част на първи и четвърти акт следва различни епизоди от новелите. Финалните сцени на тези два акта – с Родолфо и Мими – са идентични в операта на Пучини и пиесата на Мюрже и Барие. Историята на тяхното запознанство почти дословно следва 18 глава на новелите, като двамата влюбени не са изцяло Родолфо и Мими, а Жак и Франсин. Сцената със смъртта на Мими в операта е от различни глави, някои описващи смъртта на Франсин, други – на Мими.
Публикуваното либрето съдържа бележки от либретистите относно адаптацията им. Без пряко да се споменава пиесата, те защитават комбинирането на Франсин и Мими в един характер: „Кой не може да открие в деликатния профил на Франсин и Мими една жена?“ („Chi puo non confondere nel delicato profilo di una sola donna quelli di Mimì e di Francine?“). През времето новелите били публично притежание, Мюрже умира без наследници, но авторските права за пиесата и до днес се контролират от наследниците на Барие.

## Произход на заглавието
До XVI век с думата бохеми във Франция са наричани циганите, заради погрешното вярване, че те са дошли от Бохемия. Както циганите успяват да се асоциират с по-цивилизования начин на живот, така и названието им започва да придобива малко по-друго знаение с годините. През XIX век с определението „Бохеми“ започват да се отъждествяват младите интелектуалци-бунтари от Латинския квартал на Париж. Това било парижки жаргон, който Анри Мюрже използва в заглавието на историите си, станали база за оперни либрета. Славата на новелите на Мюрже популяризират жаргонния термин във френския език, внасят го и в други езици – както в българския, където думата има подобно значение.
Думата бохеми обозначава мястото, където живеят бохемите и се трансформира в „Бохемия“. Когато се отнася за географския регион, предпочитан правопис е френският – Bohême, с характерното ударение циркумфлекс (circumflex). Мюрже допринася в заместването на това ударение с аксан грав (accent grave) и думата става bohème, като уточнява характера на концепцията за Бохемата, за която пише: „Бохемата е етап в артистичния живот, предшестващ Академията, Болницата или Моргата“ („La Bohème, c'est le stage de la vie artistique; c'est la préface de l'Académie, de l'Hôtel-Dieu ou de la Morgue.“).
Макар че операта на Пучини е италианска, тя носи френско заглавие – съкратено от това на произведението на Мюрже и станало просто La bohème. Литературно, преводът на това заглавие би трябвало да е „Бохемия“, но артистичното значение на тази дума, т.е. на български – „бохема“, а не географското. Например Майкъл Бейлф има опера на име „The Bohemian Girl“ – „Момичето от Бохемия“, или познатата на български „Циганката“, а не „Бохемката“ (bohémienne).

## История на представленията
Световната премиера на „Бохеми“ е на 1 февруари 1896 г. в Торни, Театро Реджио, с диригент Артуро Тосканини. Операта бързо става популярна в цяла Италия и скоро е поставена театър Сан Карло в Неапол (14 март 1896 г., с Елиза Петри като Мюзета и Антонио Маджини-Колети като Марчело), Театро Комунале, Болоня (4 ноември 1896 г., с Амелия Зеделмайер – Мюзета, Умберто Бедуски – Родолфо), Татро Констанци – Оперен театър, Рим (17 ноември 1896 г., Мими – Мария Стуарда Завели, Родолфо – Енрико Джанини-Грифони), Ла Скала (15 март 1897, с Анджелика Пандолфини като Мими и Фернандо Де Лучия като Родолфо), Ла Фениче (26 декември 1897 г., Мими – Емилия Мерола, Родолфо – Джовани Апостолу/Франко Манучи), Театро Реджио ди Парма (29 януари 1898 г., със Саломеа Крушениски (Саломия Крюшелницка) като Мими и Пиетро Ферари като Родолфо) и в Театро Доницети, Бергамо (21 август 1898 г., като Емилия Корси пее Мими, а Джовани Апостолу – Родолфо).
- „Бохеми“ печели безкрайна световна популярност в началото на XX век и само парижката Опера-Комик я представя 100 пъти през 1903 г.
- Белгийската премиера е в Театър Ла Моне, Брюксел, на 25 октомври 1900 г., по френския превод на Ферие, като Мими се играе от Мари Тиери, а Родолфо – от Леон Давид, диригент е Филип Флон.
- Метрополитън опера представя операта за пръв път на 26 декември 1900 г. с Нели Мелба като Мими и Алберт Салеца като Родолфо. Диригент е Луиджи Манчинели.

- В Бразилия операта е поставена в Театро Амасонас, Манаос на 2 юли 1901 г. с Елвира Миоти като Мими и Микеле Зиджалди като Родолфо.

- В Монако „Бохеми“ е поставена на 1 февруари 1902 г. в операта на Монте Карло, с Нели Мелба като Мими и Енрико Карузо като Родолфо и Алексис Бойер като Марчело.
- В Австрия – на 25 ноември 1903 г., във виенската Щатсопер, със Зелма Курц като Мими и Фриц Шрьодер като Родолфо, под диригентството на Густав Малер.
- В Швеция – на 19 май 1905 г. в Кралския драматичен театър в Стокхолм, представена от Кралската опера на Швеция с Мария Лабиа като Мими.

- В България „Бохеми“ е изпълнена за пръв път през 1922 г. от Софийската народна опера под диригентската палка на Маестро Георги Атанасов.

Тъй като операта е в постоянния репертоар на оперните театри, през годините са се утвърдили много сценични двойки, триумфиращи в ролите на Родолфо и Мими. В началото на XX век това са Енрико Карузо и Нели Мелба, по-късно, в средата на века и почти по едно и също време – Джуси Бьорлинг с Рената Тебалди или Виктория де лос Анджелес; и Джузепе ди Стефано и Мария Калас. От средата на 1960-те до края на 1980-те това са Лучано Павароти и Мирела Френи, през 1990-те години – Роберто Аланя и Анджела Георгиу, а двойката от първите години на новото столетие е Роландо Вилацон и Анна Нетребко.
С „Бохеми“ започват кариерите на много велики оперни артисти. Операта е подходяща за старт на професионалната реализация, тъй като обрисуваните характери са на младежи – безгрижни студенти.

## Действащи лица
| Роля                                                      | Партия  | Екип на световната премиера – 1 февруари 1896 (диригент – Артуро Тосканини) |
| --------------------------------------------------------- | ------- | --------------------------------------------------------------------------- |
| Родолфо, поет                                             | тенор   | Еван Джорджа                                                                |
| Мими, шивачка                                             | сопран  | Чезира Ферани                                                               |
| Марчело, художник                                         | баритон | Тиесте Вилмад                                                               |
| Колин, философ                                            | бас     | Микеле                                                                      |
| Шонар, музикант                                           | баритон | Антонио Пини-Корси                                                          |
| Мюзета, певица                                            | сопран  | Камила Пацини                                                               |
| Беноа, хазяин на момчетата                                | бас     | Алесандо Полонини                                                           |
| Алсиндоро, общински съветник                              | бас     | Алесандо Полонини                                                           |
| Парпиньол, продавач на играчки                            | тенор   | Данте Дзуки                                                                 |
| Митнически сержант                                        | бас     | Феличе Фоли                                                                 |
| Студенти, граждани, продавачи, войници, гризетки, келнери |         |                                                                             |

Действието се развива в Париж през 1830 г.

## Известни арии
Che gelida manina („Колко студена ръка“) – Родолфо, акт I
Sì. Mi chiamano Mimì („Да. Наричат ме Мими“) – Мими, акт I
O soave fanciulla („О, мило момиче“) – Родолфо и Мими, акт I
Quando me n’vò („Когато вървя сама“) – Мюзета, валсова песен, акт II
O buon Marcello, aiuto! („О, добри ми Марчело, помогни ми“) – Мими, акт III
Marcello, finalmente (Марчело, най-накрая) – Родолфо и Марчело, акт III
Donde lieta uscì („Оттук напусна щастлива тя“) – Мими, акт III
Addio dolce svegliare alla mattina! („Сбогом, сладки събуждания сутрин“) – квартет на Родолфо, Мими, Марчело и Мюзета, акт III
O Mimì, tu più non torni („О, Мими, наистина ли няма да се върнеш“) – дует на Родолфо и Марчело, акт IV
Vecchia zimarra („Старо палто“) – Колин, акт IV
Sono andati? („Останахме ли сами?“) – дует на Родолфо и Мими, акт IV